# Liste der Kirchen in der Evangelisch-reformierten Kirche des Kantons Freiburg
In der Liste der Kirchen in der Evangelisch-reformierten Kirche des Kantons Freiburg werden alle Kirchengebäude und Gottesdienstorte aufgeführt, die zu einer Kirchgemeinde der Evangelisch-reformierten Kirche des Kantons Freiburg gehören. Die Liste umfasst zwei Teile; einerseits Kirchen und andererseits Gottesdiensträume in Kirchgemeindezentren.

## Kirchen
| Bild | Kirche                              | Kirchgemeinde                                                     | Ort (Gemeinde)                              | Bauzeit | Besonderheiten                                                     |
| ---- | ----------------------------------- | ----------------------------------------------------------------- | ------------------------------------------- | ------- | ------------------------------------------------------------------ |
|      | Reformierte Kirche Bulle            | Paroisse Réformée de Bulle - La Gruyère                           | Bulle Rue de Gruyères                       | 1894    |                                                                    |
|      | Reformierte Kirche Cordast          | Kirchgemeinde Cordast                                             | Gurmels Spielacher in Cordast               | 1874–75 |                                                                    |
|      | Davidkirche Flamatt                 | Kirchgemeinde Wünnewil-Flamatt-Ueberstorf                         | Wünnewil-Flamatt Freiburgstrasse in Flamatt | 1962–65 |                                                                    |
|      | Deutsche Kirche                     | Kirchgemeinde bernisch und freiburgisch Murten                    | Murten Deutsche Kirchgasse                  |         |                                                                    |
|      | Reformierte Kirche Düdingen         | Kirchgemeinde Düdingen                                            | Düdingen Hasliweg                           | 2000    |                                                                    |
|      | Reformierte Kirche Estavayer-le-Lac | Paroisse réformée d’Estavayer-le-Lac et de la Broye fribourgeoise | Estavayer-le-Lac Route du Port              | 1937    |                                                                    |
|      | Französische Kirche                 | Kirchgemeinde bernisch und freiburgisch Murten                    | Murten Französische Kirchgasse              |         |                                                                    |
|      | Kirche Ferenbalm                    | Kirchgemeinde von bernisch und freiburgisch Ferenbalm             | Ferenbalm Ferenbalmstrasse                  |         | Die Kirche liegt in der bernischen Gemeinde Ferenbalm.             |
|      | Reformierte Kirche Freiburg         | Kirchgemeinde Freiburg                                            | Freiburg Avenue de Romont                   |         |                                                                    |
|      | Kirche Kerzers                      | Kirchgemeinde bernisch und freiburgisch Kerzers                   | Kerzers Kirchgässli                         |         |                                                                    |
|      | Kirche Merlach                      | Kirchgemeinde Meyriez                                             | Merlach FR Chemin de l'Eglise               | 1530    |                                                                    |
|      | Kirche Môtier                       | Paroisse évangélique réformée Môtier-Vully                        | Mont-Vully Ruelle Guillaume-Farel in Môtier |         | Wurde ursprünglich als Petruskirche geweiht (Kirche Saint-Pierre). |
|      | Schlosskirche Münchenwiler          | Kirchgemeinde bernisch und freiburgisch Murten                    | Münchenwiler Schloss                        |         | Die Schlosskirche liegt in der bernischen Gemeinde Münchenwiler.   |
|      | Reformierte Kirche St. Antoni       | Kirchgemeinde St. Antoni                                          | Tafers Cheerstrasse in St. Antoni FR        |         |                                                                    |
|      | Kirche Weissenstein                 | Kirchgemeinde Weissenstein/Rechthalten                            | Rechthalten im Weiler Weissenstein          |         |                                                                    |

## Kirchgemeindezentren mit einem Gottesdienstraum
| Bild | Zentrum / Kapelle                          | Kirchgemeinde                                                 | Ort (Gemeinde)                | Bauzeit | Besonderheiten |
| ---- | ------------------------------------------ | ------------------------------------------------------------- | ----------------------------- | ------- | -------------- |
|      | Arche Bösingen                             | Kirchgemeinde Bösingen                                        | Bösingen FR Fendringenstrasse | 2008    |                |
|      | Kapelle im Centre paroissial               | Paroisse évangélique réformée de Châtel-St-Denis - La Veveyse | Châtel-St-Denis le Gottau     |         |                |
|      | Kapelle Le bon berger im Centre paroissial | Paroisse évangélique réformée de La Glâne - Romont            | Romont FR Rue des Moines      |         |                |